# 한상규
한상규(1974년 8월 15일 ~ )는 대한민국의 코미디언이다.

## 출연작

### 방송
- 《개그콘서트》 (KBS)
- 《쇼! 행운열차》 (KBS)
- 《폭소클럽》 (KBS)
- 《TV는 사랑을 싣고》 (KBS)
- 《꼭 한번 만나고 싶다》 (MBC)
- 《아가씨와 아줌마 사이》 (MBC)
- 《가족연애사2》 (OCN)
- 《직장연애사》 (OCN)